# Matthias Schoenaerts
Pour les articles homonymes, voir Schoenaerts.
 (mai 2023).
Si vous disposez d'ouvrages ou d'articles de référence ou si vous connaissez des sites web de qualité traitant du thème abordé ici, merci de compléter l'article en donnant les références utiles à sa vérifiabilité et en les liant à la section « Notes et références ».
Matthias Schoenaerts [matjas skunaʁts] (du néerlandais : [maˈtiːas ˈsxunaːrts]) est un acteur et graffeur belge, né le 8 décembre 1977 à Anvers.
Révélé par Bullhead en 2011, il apparaît d'abord dans des productions françaises comme De rouille et d'os (2012) et Maryland (2015), puis s’internationalise avec Quand vient la nuit (2014), Suite française (2015), Loin de la foule déchaînée (2015), Danish Girl (2015) ou A Bigger Splash (2015).
En 2013, il remporte le César du meilleur espoir masculin pour De rouille et d'os, devenant ainsi le premier acteur belge à remporter la statuette. Il est fait chevalier de l'ordre des Arts et des Lettres en 2015.

## Biographie

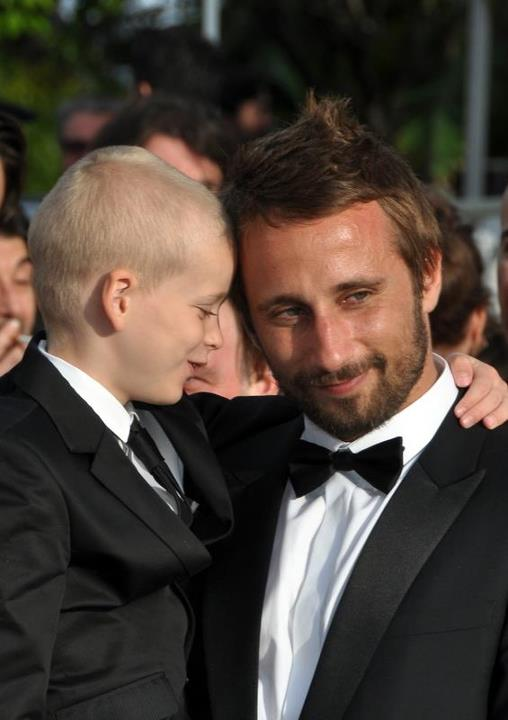
Matthias Schoenaerts avec le petit Armand Verdure, lors de la présentation de De rouille et d'os au Festival de Cannes 2012.

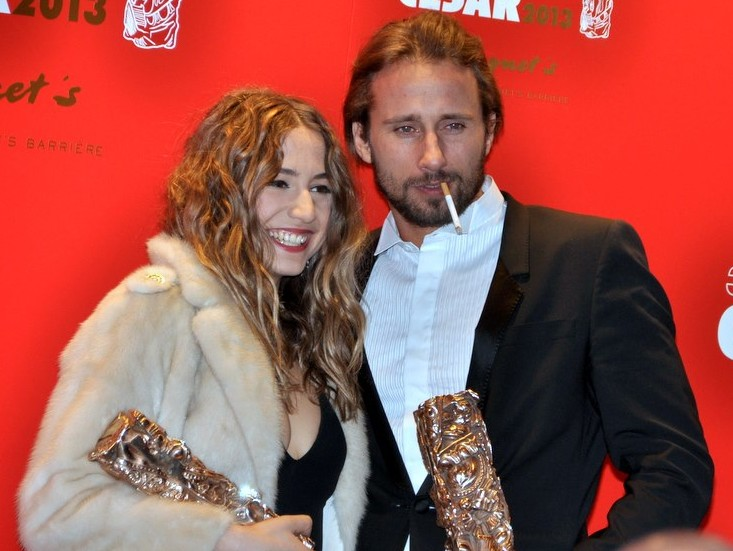
Matthias Schoenaerts en compagnie d'Izïa Higelin à la des César.

### Jeunesse et formation
Fils de l'acteur flamand Julien Schoenaerts, il est parfaitement bilingue néerlandais et français grâce, notamment, à une grand-mère liégeoise. Il parle également couramment anglais.
Élève du Conservatoire royal d'Anvers, Matthias Schoenaerts monte sur les planches pour la première fois, aux côtés de son père, à l'âge de 8 ans. Il fait ses débuts au cinéma à 15 ans et tient le petit rôle de Wannes Scholliers dans le film Daens, de son compatriote Stijn Coninx, où son père interprète l'évêque de Gand, Antoine Stillemans.

### Carrière
Il apparaît dans un épisode des séries télévisées Flikken en 2001 et Stille waters en 2002. Cette même année, Dorothée Van Den Berghe le choisit afin de jouer Oscar, un fils révolté en conflit avec son père colérique, dans son premier long métrage remarqué Meisje. En 2003, il est au générique d'un autre premier long métrage, celui du réalisateur Tom Barman, Any Way the Wind Blows. Après ce film, on le retrouve jusqu'en 2005, quasi consécutivement dans huit courts métrages, et le long métrage Ellektra, de Rudolf Mestdagh, où le père de Matthias tourne pour la dernière fois avant son décès survenu le 7 septembre 2006.
En 2006, il incarne Dennis, ce garçon de 26 ans libéré après avoir purgé une peine de prison pour viol, dans Dennis van Rita de Hilde Van Mieghem. Paul Verhoeven lui offre cette même année le rôle de Joop dans Black Book, un drame se déroulant à La Haye, sous l'occupation allemande. Il joue ensuite dans Nadine, d'Erik de Bruyn et De muze, de Ben van Lieshout (2007), Loft, d'Erik Van Looy, Left Bank (Linkeroever), de Pieter Van Hees (2008) et My Queen Karo, le deuxième long métrage de Dorothée Van Den Berghe (2009). En 2010, après son rôle de Samuel Verbist dans Pulsar, d'Alex Stockman, il est engagé pour la première fois par un réalisateur français, en l'occurrence Franck Richard, pour son film fantastique La Meute, dont les têtes d'affiche sont Yolande Moreau, Émilie Dequenne et Benjamin Biolay.
En 2011, il crève l'écran dans Bullhead (Rundskop), de Michaël R. Roskam. Il y incarne Jacky Vanmarsenille, un éleveur bovin flamand, irascible et dopé aux hormones ; l'acteur a dû prendre trente kilogrammes de muscles pour incarner le personnage.
À la recherche de l'acteur pour Ali, l'un des personnages principaux avec Stéphanie (Marion Cotillard) de De rouille et d'os, Jacques Audiard choisit finalement Matthias Schoenaerts, après avoir effectué des essais avec plus de deux cents personnes. Il interprète ensuite Filip dans The Loft, le remake américain du film de 2008, également réalisé par Erik Van Looy. L'action est transposée d'Anvers à La Nouvelle-Orléans et Schoenaerts reprend le même rôle tenu dans la version belge initiale. Sur les conseils de Marion Cotillard, Guillaume Canet l'engage pour Blood Ties, le remake américain des Liens du sang, aux côtés de Mila Kunis, James Caan et Clive Owen. Il remporte le César 2013 du meilleur espoir masculin pour son rôle dans De rouille et d'os, devenant le premier acteur belge à gagner ce prix.
En 2014, Schoenaerts donne la réplique à Kate Winslet dans Les Jardins du roi, d'Alan Rickman. L'année suivante, il est à l'affiche du film Suite française aux côtés de Michelle Williams et Kristin Scott Thomas.
En 2018, il joue dans Red Sparrow le rôle d'un haut gradé russe qui utilise sa nièce pour démasquer un agent double.
Il reprend ensuite le rôle mythique de Django dans une série du même nom diffusée en 2023 sur Canal+.

### Mode
Il devient l'ambassadeur publicitaire de la marque Louis Vuitton pour sa collection printemps-été 2014.

## Filmographie

### Cinéma
- 1992 : Daens de Stijn Coninx : Wannes Scholliers
- 2002 : Meisje de Dorothée Van Den Berghe : Oscar
- 2003 : Any Way the Wind Blows de Tom Barman : Chouki
- 2004 : Ellektra de Rudolf Mestdagh : DJ Cosmonaut
- 2006 : Dennis van Rita de Hilde Van Mieghem : Dennis
- 2006 : Black Book de Paul Verhoeven : Joop
- 2007 : De muze de Ben van Lieshout
- 2007 : Nadine d'Erik de Bruyn : Cornee
- 2008 : Loft d'Erik Van Looy : Filip Willems
- 2008 : Left Bank (Linkeroever) de Pieter Van Hees : Bob
- 2009 : My Queen Karo de Dorothée Van Den Berghe : Raven
- 2010 : Pulsar d'Alex Stockman : Samuel Verbist
- 2010 : La Meute de Franck Richard : le gothique en toc
- 2011 : The Gang (De bende van Oss) d'André van Duren : Ties van Heesch
- 2011 : De president d'Erik de Bruyn : Krasimir
- 2011 : Bullhead (Rundskop) de Michaël R. Roskam : Jacky Vanmarsenille
- 2012 : De rouille et d'os de Jacques Audiard: Ali van Versch
- 2013 : Blood Ties de Guillaume Canet : Anthony Scarfo
- 2014 : Vertiges (The Loft) d'Erik Van Looy : Philip Trauner
- 2014 : Quand vient la nuit (The Drop) de Michaël R. Roskam : Eric Deeds
- 2014 : Les Jardins du roi (A Little Chaos) d'Alan Rickman : André Le Nôtre
- 2015 : Suite française de Saul Dibb : Bruno Von Falk
- 2015 : Loin de la foule déchaînée (Far from the Madding Crowd) de Thomas Vinterberg : Gabriel Oak
- 2015 : A Bigger Splash de Luca Guadagnino : Paul
- 2015 : Maryland d'Alice Winocour : Vincent
- 2016 : Danish Girl (The Danish Girl) de Tom Hooper : Hans Axgil
- 2017 : Nos âmes la nuit (Our Souls at Night) de Ritesh Batra : Gene Moore
- 2017 : Le Fidèle de Michaël R. Roskam : Gigi Vanoirbeek
- 2018 : Red Sparrow de Francis Lawrence : Ivan Dimitrevich Egorov
- 2018 : Frères ennemis de David Oelhoffen : Manuel
- 2018 : Kursk de Thomas Vinterberg : Mikhail Kalekov
- 2019 : Nevada (The Mustang) de Laure de Clermont-Tonnerre : Roman Coleman
- 2019 : The Laundromat : L'Affaire des Panama Papers (The Laundromat) de Steven Soderbergh : Maywood
- 2019 : Une vie cachée (A Hidden Life) de Terrence Malick : Herder
- 2020 : Sons of Philadelphia (The Sound of Philadelphia) de Jérémie Guez : Peter Flood
- 2020 : The Old Guard de Gina Prince-Bythewood : Booker / Sébastien Le Livre
- 2022 : Amsterdam de David O. Russell : l'inspecteur Lem Getweiler
- 2025 : The Old Guard 2 de Victoria Mahoney : Booker / Sébastien Le Livre
- 2025 : The Way of the Wind de Terrence Malick : Pierre
- 2026 : Supergirl de Craig Gillespie : Krem
- 2026 : Changer l'eau des fleurs de Jean-Pierre Jeunet

### Courts métrages
- 2002 : De blauwe roos d'Arno Dierickx : Minaar
- 2002 : Watermimf de Bjorn Pinxten
- 2003 : Zien de Steffen Geypens : L'homme
- 2004 : Je veux quelque chose et je ne sais pas quoi de Joanna Grudzińska : Jaap
- 2004 : A Message from Outer Space de Roel Mondelaers et Raf Reyntjens : Frits
- 2004 : Gender de Daniel Lambo
- 2005 : Another Day d'Ingrid Coppé
- 2005 : Einde van de rit de Hans Van Nuffel
- 2005 : Dochter de Marleen Jonkman : Mattias
- 2005 : Exit de Dave Van den Heuvel : Anthony
- 2005 : Une seule chose à faire de Michaël R. Roskam
- 2006 : Retour de Nicolas Bruyelle
- 2008 : Tunnelrat de Raf Reyntjens : John Atkins
- 2009 : Afterday de Nico Leunen : Jef
- 2010 : Injury Time de Robin Pront : Van Dessel
- 2012 : Mort d'une ombre (Dood van een schaduw) de Tom Van Avermaet : Nathan Rijckx

### Télévision
- 2001 : Flikken (série télévisée) : Jens Goossens (saison 3 épisode 12)
- 2002 : Stille waters (série télévisée) : un enquêteur (saison 1 épisode 8)
- 2008 : L'Empereur du goût (De smaak van De Keyser) : Alfred Lenaerts
- 2009 : Los zand (série télévisée) : Vincent Vandeweghe
- 2010 : Duts (série télévisée), épisode 6 De nieuwe buurman de Daniel Lambo : lui-même

- 2021 : Lockdown (série télévisée), épisode 1 Zuur de Robin Pront : Jurgen
- 2022-2023 : Django (série télévisée), créée par Leonardo Fasoli et Maddalena Ravagli : Django
- 2024 : The Regime (mini-série télévisée), créée par Will Tracy, réalisée par Stephen Frears : caporal Herbert Zubak

## Distinctions
En 2015, Matthias Schoenaerts est nommé Chevalier de l'ordre des Arts et des Lettres en France.

### Récompenses
- Berlinale 2003 : Shooting Stars pour la Belgique
- Platina Film (en) 2011 : meilleur film pour De bende van Oss
- AFI Fest 2011 : New Auteurs Award du meilleur acteur pour Bullhead, « pour son interprétation nuancée et intensément physique d'une masculinité abîmée[10] ».
- Fantastic Fest 2011 : Next Wave Award du meilleur acteur pour Bullhead
- Festival de cinéma européen des Arcs 2011 : Prix d'interprétation masculine pour Bullhead
- Festival international des jeunes réalisateurs de Saint-Jean-de-Luz 2011 : Prix d'interprétation masculine pour Bullhead
- Magritte du cinéma 2012 : meilleur acteur pour Bullhead
- Festival international du film de Palm Springs 2012 : Prix FIPRESCI du meilleur acteur pour Bullhead
- Festival international du film de Valladolid 2012 : meilleur acteur pour De rouille et d'os
- Étoiles d'or du cinéma français 2013 : révélation masculine pour De rouille et d'os
- CinEuphoria Awards (es) 2013 : meilleur acteur pour Bullhead et De rouille et d'os
- César du cinéma 2013 : meilleur espoir masculin pour De rouille et d'os

### Nominations
- Festival de télévision de Monte-Carlo 2009 : Nymphe d'or du meilleur acteur pour L'Empereur du goût
- Dublin Film Critics Circle Awards 2012 : meilleur acteur pour De rouille et d'os (4e place)
- Chlotrudis Awards 2013 : meilleur acteur pour De rouille et d'os et Bullhead
- CinEuphoria Awards 2013 : meilleur duo pour De rouille et d'os avec Marion Cotillard
- International Cinephile Society Awards 2013 : meilleur acteur pour Bullhead
- Georgia Film Critics Association Awards 2013 : meilleur acteur pour De rouille et d'os
- Globes de cristal 2013 : meilleur acteur pour De rouille et d'os
- Magritte du cinéma 2013 : meilleur acteur pour De rouille et d'os
- Lumières 2013 : Meilleur acteur pour De rouille et d'os

## Voix françaises
| - Lui-même dans : - Blood Ties - Suite française - Loin de la foule déchaînée - Julien Lucas dans : - Danish Girl - Nos âmes la nuit - Red Sparrow - Jérôme Pauwels dans : - Quand vient la nuit - Kursk - Amsterdam - Matthieu Albertini dans : - The Laundromat - Une vie cachée | - Boris Rehlinger dans : - The Old Guard - The Old Guard 2 Et aussi - Jean-François Cros dans Black Book - Bernard Gabay dans Les Jardins du roi - Mathieu Delarive dans A Bigger Splash - Laurent Maurel dans Django (série télévisée) - Jérémie Covillault dans Le Régime (mini-série) |